# Dengeki hp
Dengeki hp (電撃hp) est un magazine japonais publié par MediaWorks, prépubliant principalement des light novel mais aussi des mangas seinen. Le premier numéro est sorti le 18 décembre 1998, les huit premiers numéros étaient trimestriels, puis les numéros suivant sont devenus bimensuel. Le magazine est abandonné le 10 octobre 2007, remplacé par le Dengeki Bunko Magazine en décembre 2007.

## Liste des titres pré-publiés
- 9S (en)
- Aruhi, Bakudan ga Ochide Kite
- Shinigami no ballad
- Bokusatsu tenshi Dokuro-chan
- Cheerful Charmer Momo (ja)
- E.G. Combat
- Hanbun no Tsuki ga Noboru Sora
- Inside World
- Inukami!
- L'Odyssée de Kino
- Mamoru-kun ni Megami no Shukufuku wo!
- Nogizaka Haruka no Himitsu
- Shakugan no Shana
- Tensō no Shita no Bashireisu (ja)
- Thunder Girl !
- Toradora!
- Toradora Spin-off!
- Watashitachi no Tamura-kun